# Diavolezza

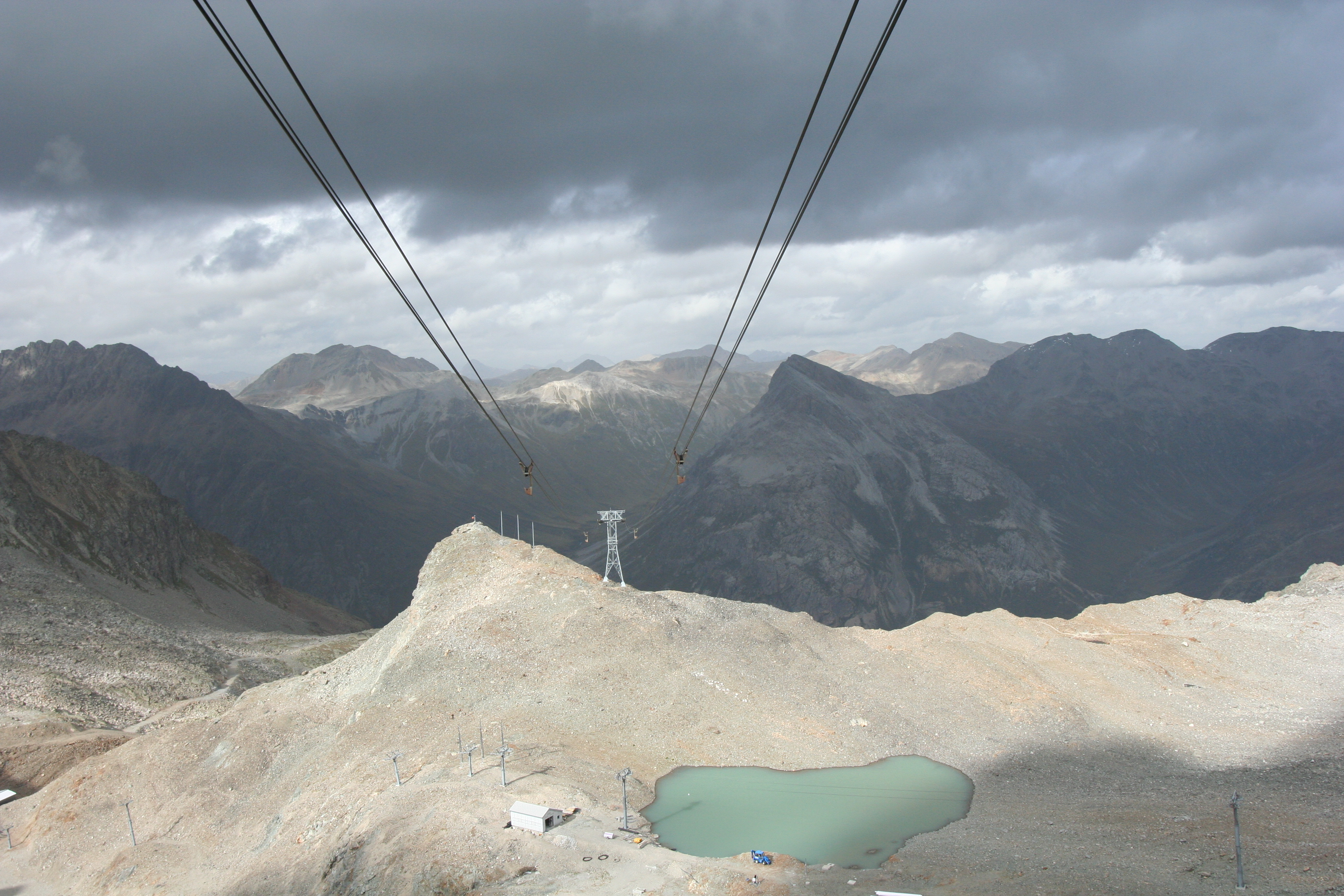
Kolej linowa prowadząca na Diavolezza

Diavolezza (wł. Diablica) - góra o wysokości 2978 m n.p.m. położona w gminie Pontresina południowej Szwajcarii w bezpośrednim sąsiedztwie Berninagruppe. Na szczycie góry znajduje się schronisko turystyczno-narciarskie Diavolezza Hut. Na szczyt można dojechać kolejką linową z dolnej stacji zlokalizowanej na wysokości 2093 w pobliżu rozległego parkingu samochodowego oraz przystanku Berninabahn - kolei łączącej Sankt Moritz i Tirano. Koszt przejazdu kolejką wynosi dla dorosłych odpowiednio 22 franki do górnej stacji oraz 18 franków z górnej do dolnej stacji (dane z sierpnia 2007). Schronisko oferuje zakwaterowanie w pokojach turystycznych oraz osobne pokoje hotelowe. W sezonie letnim dla turystów zdobywających okoliczne szczyty serwuje obiadokolacje o godzinie 18:30 oraz śniadania o godzinie 04:30 lub 09:30 dla osób niewychodzących w góry. Rejon Diavolezza jest popularnym terenem narciarskim, oferującym liczne trasy zjazdowe.